# Wesley Matthews
Wesley Joel Matthews jr. (San Antonio, 14 ottobre 1986) è un cestista statunitense, professionista nella NBA con gli Atlanta Hawks.

## Biografia
È il figlio di Wes Matthews.

## Carriera

### College
Ha frequentato la Marquette University, nonostante le pressioni ricevute per giocare nell'università che aveva frequentato il padre, ovvero la University of Wisconsin-Madison. Memorabile la partita del 7 gennaio 2009, quando nella vittoria contro Rutgers realizzò 23 con 10/10 al tiro.

### NBA (2009-)

#### Utah Jazz (2009-2010)
Dopo non essere stato selezionato all'NBA Draft 2009, si unisce agli Utah Jazz per la Summer League ad Orlando e ai Sacramento Kings per l'edizione di Las Vegas. Firma un contratto della durata di un anno con gli Utah Jazz a settembre 2009. Nel febbraio 2010, dopo la cessione di Ronnie Brewer, diventa titolare nel ruolo di guardia tiratrice.

#### Portland Trail-Blazers (2010-2015)
Il 21 luglio 2010 firma un contratto di 5 anni a 34 milioni di dollari con i Blazers, dopo che i Jazz avevano deciso di non pareggiare l'offerta. Alla prima stagione con Portland, mantiene la media di 15,9 punti per partita, con il 41% da tre (contro il 38% della precedente stagione). Dopo l'infortunio di Brandon Roy, inizia a partire nel quintetto titolare. Gioca per 250 partite consecutive, prima di doversi fermare per una partita per un infortunio all'anca sinistra, il 10 dicembre 2012. Si guadagnò così il soprannome di Iron Man, per la sua grande resistenza.
Il 17 gennaio 2015 diventa il miglior tiratore da tre nella storia dei Trail-Blazers, sorpassando il record di Terry Porter di 773 triple.
Il 5 marzo, nella gara contro i Dallas Mavericks, si rompe il tendine d'Achille sinistro e rimane fuori per il resto della stagione.

#### Dallas Mavericks (2015-2019)
Il 9 luglio 2015 diventa un giocatore dei Mavericks, firmando un contratto di quattro anni.

#### Atlanta Hawks (2023-2024)
Il 22 luglio 2023, terminata l'esperienza ai Bucks e diventato free agent, firma un contratto al minimo salariale con gli Hawks.

## Statistiche

### NCAA
| Anno      | Squadra             | PG  | PT  | MP   | TC%  | 3P%  | TL%  | RP  | AP  | PRP | SP  | PP   |
| --------- | ------------------- | --- | --- | ---- | ---- | ---- | ---- | --- | --- | --- | --- | ---- |
| 2005-2006 | Marquette G. Eagles | 23  | 14  | 24,9 | 39,9 | 43,8 | 78,8 | 4,0 | 2,2 | 1,3 | 0,2 | 9,0  |
| 2006-2007 | Marquette G. Eagles | 34  | 34  | 31,2 | 43,8 | 28,8 | 77,0 | 5,3 | 2,2 | 1,4 | 0,1 | 12,6 |
| 2007-2008 | Marquette G. Eagles | 35  | 35  | 28,8 | 43,4 | 31,3 | 79,0 | 4,4 | 1,7 | 1,0 | 0,3 | 11,3 |
| 2008-2009 | Marquette G. Eagles | 35  | 35  | 34,0 | 47,5 | 36,8 | 82,9 | 5,7 | 2,5 | 1,2 | 0,5 | 18,3 |
| Carriera  | Carriera            | 127 | 118 | 30,2 | 44,4 | 34,1 | 79,9 | 4,9 | 2,1 | 1,2 | 0,3 | 13,2 |

#### Massimi in carriera
- Massimo di punti: 30 vs Tennessee (16 dicembre 2008)[1]
- Massimo di rimbalzi: 13 vs Lewis (9 gennaio 2020)
- Massimo di assist: 8 vs Houston Baptist (14 novembre 2008)
- Massimo di palle rubate: 6 vs South Dakota State (3 dicembre 2005)
- Massimo di stoppate: 3 vs Purdue-Fort Wayne (13 dicembre 2008)
- Massimo di minuti giocati: 44 vs Syracuse (7 marzo 2009)

### NBA

#### Regular season
| Anno      | Squadra             | PG  | PT  | MP   | TC%  | 3P%  | TL%  | RP  | AP  | PRP | SP  | PP   |
| --------- | ------------------- | --- | --- | ---- | ---- | ---- | ---- | --- | --- | --- | --- | ---- |
| 2009-2010 | Utah Jazz           | 82  | 48  | 24,7 | 48,3 | 38,2 | 82,9 | 2,3 | 1,5 | 0,8 | 0,2 | 9,4  |
| 2010-2011 | Portland T. Blazers | 82  | 69  | 33,6 | 44,9 | 40,7 | 84,4 | 3,1 | 2,0 | 1,2 | 0,1 | 15,9 |
| 2011-2012 | Portland T. Blazers | 66  | 53  | 33,8 | 41,2 | 38,3 | 86,0 | 3,4 | 1,7 | 1,5 | 0,2 | 13,7 |
| 2012-2013 | Portland T. Blazers | 69  | 69  | 34,8 | 43,6 | 39,8 | 79,7 | 2,8 | 2,5 | 1,3 | 0,3 | 14,8 |
| 2013-2014 | Portland T. Blazers | 82  | 82  | 33,9 | 44,1 | 39,3 | 83,7 | 3,5 | 2,4 | 0,9 | 0,2 | 16,4 |
| 2014-2015 | Portland T. Blazers | 60  | 60  | 33,7 | 44,8 | 38,9 | 75,2 | 3,7 | 2,3 | 1,3 | 0,2 | 15,9 |
| 2015-2016 | Dallas Mavericks    | 78  | 78  | 33,9 | 38,8 | 36,0 | 86,3 | 3,1 | 1,9 | 1,0 | 0,2 | 12,5 |
| 2016-2017 | Dallas Mavericks    | 73  | 73  | 34,2 | 39,3 | 36,3 | 81,6 | 3,5 | 2,9 | 1,1 | 0,2 | 13,5 |
| 2017-2018 | Dallas Mavericks    | 63  | 63  | 33,8 | 40,6 | 38,1 | 82,2 | 3,1 | 2,7 | 1,2 | 0,3 | 12,7 |
| 2018-2019 | Dallas Mavericks    | 44  | 44  | 29,8 | 41,4 | 38,0 | 79,1 | 2,3 | 2,3 | 0,8 | 0,3 | 13,1 |
| 2018-2019 | N.Y. Knicks         | 2   | 1   | 26,9 | 21,1 | 20,0 | 80,0 | 1,5 | 2,5 | 0,5 | 0,5 | 7,0  |
| 2018-2019 | Indiana Pacers      | 23  | 23  | 31,5 | 38,6 | 36,9 | 85,4 | 2,8 | 2,4 | 0,9 | 0,2 | 10,9 |
| 2019-2020 | Milwaukee Bucks     | 67  | 67  | 24,4 | 39,6 | 36,4 | 76,5 | 2,5 | 1,4 | 0,6 | 0,1 | 7,4  |
| 2020-2021 | L.A. Lakers         | 58  | 10  | 19,5 | 35,3 | 33,5 | 85,4 | 1,6 | 0,9 | 0,7 | 0,3 | 4,8  |
| 2021-2022 | Milwaukee Bucks     | 49  | 14  | 20,5 | 39,5 | 33,8 | 78,6 | 1,9 | 0,7 | 0,5 | 0,2 | 5,1  |
| 2022-2023 | Milwaukee Bucks     | 52  | 0   | 15,8 | 36,3 | 31,5 | 85,7 | 2,2 | 0,7 | 0,4 | 0,3 | 3,4  |
| 2023-2024 | Atlanta Hawks       | 36  | 3   | 11,5 | 35,1 | 34,8 | 75,0 | 1,5 | 0,6 | 0,4 | 0,3 | 3,1  |
| Carriera  | Carriera            | 986 | 756 | 29,0 | 41,9 | 37,5 | 82,3 | 2,8 | 1,9 | 0,9 | 0,2 | 11,4 |

#### Play-off
| Anno     | Squadra             | PG | PT | MP   | TC%  | 3P%  | TL%  | RP  | AP  | PRP | SP  | PP   |
| -------- | ------------------- | -- | -- | ---- | ---- | ---- | ---- | --- | --- | --- | --- | ---- |
| 2010     | Utah Jazz           | 10 | 10 | 37,1 | 38,6 | 35,7 | 81,3 | 4,4 | 1,7 | 1,8 | 0,5 | 13,2 |
| 2011     | Portland T. Blazers | 6  | 6  | 33,7 | 47,4 | 38,1 | 84,2 | 1,2 | 1,0 | 0,7 | 0,2 | 13,0 |
| 2014     | Portland T. Blazers | 11 | 11 | 38,7 | 41,2 | 32,4 | 81,3 | 3,9 | 1,3 | 1,3 | 0,5 | 14,5 |
| 2016     | Dallas Mavericks    | 5  | 5  | 34,7 | 33,3 | 28,6 | 78,9 | 3,6 | 1,2 | 1,2 | 0,0 | 13,0 |
| 2019     | Indiana Pacers      | 4  | 4  | 29,7 | 30,0 | 33,3 | 100  | 2,5 | 2,0 | 0,8 | 0,3 | 7,0  |
| 2020     | Milwaukee Bucks     | 10 | 10 | 24,6 | 42,1 | 39,5 | 70,0 | 1,8 | 0,9 | 0,9 | 0,4 | 7,2  |
| 2021     | L.A. Lakers         | 6  | 1  | 18,4 | 30,3 | 28,0 | 100  | 1,7 | 0,3 | 0,3 | 0,0 | 5,5  |
| 2022     | Milwaukee Bucks     | 12 | 12 | 28,7 | 39,1 | 40,0 | 66,7 | 3,1 | 1,2 | 0,8 | 0,3 | 6,2  |
| 2023     | Milwaukee Bucks     | 2  | 0  | 20,5 | 44,4 | 57,1 | -    | 1,5 | 0,5 | 1,0 | 0,5 | 6,0  |
| Carriera | Carriera            | 66 | 59 | 30,8 | 39,1 | 35,2 | 80,8 | 2,9 | 1,2 | 1,0 | 0,3 | 9,9  |

#### Massimi in carriera
- Massimo di punti: 36 (2 volte)[2]
- Massimo di rimbalzi: 12 vs Denver Nuggets (1º novembre 2013)
- Massimo di assist: 10 vs Cleveland Cavaliers (1º dicembre 2012)
- Massimo di palle rubate: 5 (3 volte)
- Massimo di stoppate: 4 vs Milwaukee Bucks (21 gennaio 2019)
- Massimo di minuti giocati: 50 vs San Antonio Spurs (19 dicembre 2014)